# Наогаон (округ)
Наогаон (бенг. নওগাঁ, англ. Naogaon District) — округ на северо-западе Бангладеш, в области Раджшахи. Образован в 1984 году. Административный центр — город Наогаон. Площадь округа — 3436 км². По данным переписи 2001 года население округа составляло 2 377 314 человек. Уровень грамотности взрослого населения составлял 28,4 %, что значительно ниже среднего уровня по Бангладеш (43,1 %). 84,51 % населения округа исповедовало ислам, 11,39 % — индуизм.

## Административно-территориальное деление
Округ делится на 11 подокругов (upazila):
1. Наогаон-Садар (Наогаон)
2. Манда (Манда)
3. Ниаматпур (Ниаматпур)
4. Атрай (Атрай)
5. Ранинагар (Ранинагар)
6. Патнитала (Патнитала)
7. Махадевпур (Махадевпур)
8. Дхамойрхат (Дхамойрхат)
9. Сапахар (Сапахар)
10. Порша (Порша)
11. Бадалгачхи (Бадалгачхи)